# Бен-10: Инопланетная сверхсила
«Бен 10: Инопланетная сверхсила» (англ. Ben 10: Ultimate Alien) — американский мультсериал, производится компанией Cartoon Network Studios и творческой группой «Man of Action» (в составе Дункан Руле, Джо Кэйси, Джо Келли и Стивен Ти Сигал). Рабочее название сериала — «Бен 10: Эволюция». Является сиквелом мультсериалов «Бен 10», «Бен 10: Инопланетная сила» и фильма Бен 10: Инопланетный рой. Выходит в США с 23 апреля 2011 года. Сериал дублирован на русский язык на студии Videofilm International Ltd. по заказу Cartoon Network Studios: автор русских диалогов и режиссёр дубляжа Татьяна Соболь (Хвостикова).

## Сюжет
Прошёл год после событий «Бен 10: Инопланетная сила». Вилгакс сдался. Бену Теннисону исполнилось 16 лет. Омнитрикс был разрушен и теперь ему нужно осваивать секреты Ультиматрикса — новая версия Омнитрикса, которая даёт доступ ко всем прошлым формам и способностям, а также позволяет ему развивать более сильные и мощные их версии, так называемые Высшие Формы (Ультимейт). Бен побывает в других измерениях, таких как Леджердомэйн и Нулевое Измерение, а также в таинственной Кузнице Создания, в которой живут Пришельцы X. Также Бен побывает в Вашингтоне.
В первом сезоне тайная личность Бена была раскрыта всему миру одни из его фанатов, в то время как мультивселенной угрожал таинственный осмосианин по имени Агрессор, крадущий силы у самых могущественных инопланетных видов, чтобы добраться до измерения Целестасапиенов и обрести богоподобную мощь. Бен с друзьями останавливают Агрессора, но в решающей схватке Кевин вновь поглощает силы Ультиматрикса и снова становится мутантом. Ценой огромных усилий героям удаётся одолеть Кевина и исцелить его.
Во втором сезоне Бен и Санитары сталкиваются с Вечными Рыцарями, которых возглавил неожиданно вернувшийся из изгнания основатель ордена. Рыцари объявляют последнюю войну за Землю пришельцам и сектантам Кондуита, поклоняющимся Диагону — могущественному потустороннему демону. По ходу расследования, Бен узнаёт, что Вилгакс выжил и является объектом поклонения сектантов, как «аватар Диагона». В ходе последней схватки Рыцари и Адепты почти уничтожают друг друга, а Вилгакс, впустив Диагона на Землю, предаёт «хозяина» и поглощает его силу, чтобы в последний раз сразиться с Беном…

## Главные персонажи
- Бен Теннисон — главный герой сериала. Теперь Бену 16 лет. Он вооружен новым Ультиматриксом. Также у Бена появляется собственный автомобиль.
- Гвен Теннисон — двоюродная сестра Бена. Ей тоже 16 лет и теперь она встречается с Кевином. Её способности многократно усилились.
- Кевин Итан Левин — бывший враг Бена, долго пробывший в Нулевом Пространстве (особой космической тюрьме) и нынешний друг Бена, выполняющий, в том числе, роль техника.
- Макс Теннисон — дедушка Бена и Гвен. Он продолжает помогать своим внукам в приключениях.
- Джули — девушка Бена, но в конце 2 сезона они расстаются, в 3 снова вместе. Джули любит играть в теннис, есть жареный картофель фри и заботиться о своём питомце по кличке Кораблик — гальваническом Мехаморфе (супергерой Плазма из мультсериала «Бен 10»), он умеет превращаться в космический корабль, экзоскелет для Джули, а также во многие другие полезные вещи.
- Агрессор — осмозианин с невероятной силой. Главный антагонист в первом сезоне. Пытался похитить силы Целестасапиенов, но был остановлен Беном и взят под стражу Санитарами.
- Уилл Хэрэнг — ведущий новостей. В целях повышения рейтингов своей передачи выставляет Бена преступником, точно неизвестно про его истинное мнение. В одной из серий пытался его уничтожить. Очень похож на сенатора Келли из Людей Икс.
- Капитан Немезис — бизнесмен и супергерой, бывший кумир Бена. Из-за популярности Теннисона потерял былую славу, из-за чего стал одним из его противников. Скорей всего, его прототипом послужил Железный Человек.
- Альбедо — пришелец-галван, бывший ассистент Азимуса. Считал, что Бен не достоин носить Омнитрикс, из-за чего пытался выкрасть его. Из-за механизма защиты Омнитрикса, настроенной на ДНК Теннисонов, выглядит как помесь Бена и Макса. В финальных эпизодах «Инопланетной Силы» крадет из лаборатории Азимуса и модифицирует Ультиматрикс, который позже достаётся Бену. В «Инопланетной Сверхсиле» несколько раз пытался выкрасть его у Бена.

## Озвучка
- Юрий Ловенталь — Бен Теннисон, Альбедо, Омнитрикс
- Эшли Джонсон — Гвен Теннисон, Санни Теннисон
- Грег Сайпс — Кевин Итан Елевен
- Ди Брэдли Бейкер — Пламенный, Ульти Пламенный, Эхо-эхо, Ульти Эхо-Эхо, Гумангозавр, Ульти Гумангозавр, Лучистый, Крылатый, Ульти Крылатый, Кристалл, Мудрый Краб, Обезьяна-паук, Ульти Обезьяна-паук, Желе, Звезда, Алмаз, Ядро, Ульти Ядро, Блевака, Супер Большой, Ульти Супер Большой, Силач, Наномеханизм, Дикий пёс, Ульти Дикий пёс, Человек Огонь, Жук, Водяная Сила, энергия, Терраспин, Хамелеон, Иэтл, Фастрейк, Часы, Армодрилло, Амфибия, Андрэас, Пандор, Байвелвэн, Раад, Сссерпент, Псифон, Инспектор № 13, Тромбипулор, Сир Рэджинальд, Заключенный № 775
- Джон ДиМаджио — Рэт, Агрессор, Вулканус, Октагон Вридл, Полковник Розум, Вилл Хэрэндж, Диагон, Зомбозо, Адватаия, Магистр Корвак
- Вайван Пэм — Джули Ямамото, Кораблик, Миссис Джонс
- Джефф Беннетт — Азимус, Магистр Лабрид, Призрак, Беликус
- Пол Эйдинг — Макс Теннисон
- Питер Ренадэй — Сэр Джордж
- Джеймс Ремар — Вилгакс

## Русский дубляж
- Марина Иванова — Бен Теннисон, Альбедо
- Александр Напарин — Кевин Итан Левин
- Женя Вассерман — Гвен Теннисон
- Слава Бибергал — Макс Теннисон, Сэр Джордж
- Мария Белкина — Натали Теннисон
- Гера Сандлер — Вилгакс, Азимус, Агрессор
- Андрей Кашкер — Лучистый, Тетракс, Силач, Гумангозавр, Рэт, Обезьяна-Паук, Крылатый, Желе, Мудрый Краб, Черепаха, Кристалл, Блевака, Ядро, Призрак, Джимми Джонс, Доктор Энимо, Профессор Парадокс, Капитан Немезис
- Татьяна Хвостикова — Джули Ямамото, Чародейка, Елена Валидус, Юнис, Дженнифер Ноктюрн

## Супергерои
Наномеханизм (англ. Nanomech) — крошечный супергерой, похожий на муху. Умеет летать, стрелять из единственного глаза маленьким, но мощным лучом. Впервые появился в фильме Бен-10: Инопланетный рой.
Ульти-Пламенный (англ. Ultimate Swampfire) — стал похож на двухствольное дерево с руками, в середине которого находится голубой объемный эллипс с лицом. Начал применять огненные бомбы и голубой огонь, а также выбивающиеся из-под земли шипы.
Ульти-Гумангозавр (англ. Ultimate Humungosaur) — стал намного сильнее. Научился превращать свои руки в гранатометы. Стал зелёной расцветки и покрылся броней. На конце хвоста появилась шипастая булава. Внешним видом напоминает анкилозавра.
Ульти-Эхо-Эхо (англ. Ultimate Echo-Echo) — стал высоким и синим. Перестал клонировать себя, зато начал парить с помощью гравитации. Выпускает звуковые диски.
Скорость (англ. Fasttrack) — китракай, наделенный способностью быстро перемещаться. Единственное отличие Скорости от Молнии то, что Скорость, таща груз, не замедляется. А также внешности разные.
Ульти-Крылатый (англ. Ultimate Big Chill) — стал красным. Вместо холодного дыхания стал дышать огнём и все равно замораживает. Крылья стали с виду оборваны.
Амфибия (англ. Ampfibian) — прообраз Ра’ада, одного из пленных Агрессора. Стреляет электричеством, быстро плавает. Проходит через электросети.
Энергия (англ. NRG) — прообраз П’андора, одного из пленных Агрессора. Его видно не по настоящему — он же сидит в скафандре, из-за которого очень неловок. Поглощает энергию, взрывается, раскаляется. В реальном обличье — красный радиоциональный пришелец.
Черепаха (англ. Terraspin) — прообраз Галапагуса, одного из пленных Агрессора. Похож на слоновую черепаху. Летает, вызывает торнадо.
Водяная Сила (англ. Waterhazard) — прообраз Байвелвана, одного из пленных Агрессора. Похож на рака, одет в экзоскелет. Стреляет и управляет водой.
Землерой (англ. Armodrillo) — прообраз Андреаса, одного из пленных Агрессора. Имеет жёлтую броню. На руках носит отбойные молотки. Прорывает земляные плиты, поглощает волны, бурит. Обладает огромной физической силой.
Гремлин (англ. Jurry Rigg) — маленький инопланетянин, похожий на чертика. Одержим желанием все ломать, но может и чинить с бешеной скоростью.
Хамелеон (англ. Chamalien) — ящеровидный мерлинисапиен, обладающий способностью маскироваться. Очень проворен. Его можно найти лишь по тени.
Ульти-Ядро (англ. Ultimate Cannonbolt) — теперь имеются шипы, и он стал сероватого цвета. Ульти-Ядро не намного сильнее обычного.
Ульти-Супер большой (англ. Ultimate Waybig) — стал намного выше. Научился стрелять лучами.
Часы (англ. Clockwork) — робот, способен стрелять лучами и перемещаться во времени. Представитель расы хроносапиенсов.
Ульти-Космический пес (англ. Ultimate Wildmutt) — стал красным и у него на спине появились шипы. Стал сильнее и заговорил.
Ульти-Обезьяна-Паук (англ. Ultimate Spider-monkey) — стал похож на гориллу. Плюется паутиной.
Робот (англ. Eatle) — похож на жука. Ест различные материалы, переваривает и стреляет из рога энерголучом. По способностям немного похож на Блеваку.
Звезда (англ. Lodestar) — инопланетянин с способностью управлять некоторыми видами металлов. Он как магнит, и его тело двигается за его головой. Чем-то напоминает желе. Можно уничтожить его, но он соберется заново.

## Отменённый фильм
По мотивам Бен 10: Инопланетная сверхсила планировался телефильм из за успеха предыдущего фильма Бен 10: Инопланетный рой. Но по неизвестным причинам был отменён. На данный момент в разработке другой фильм про Бен 10, выход которого ожидается в кинотеатрах к 2025 году.